# Copa da Escócia de 1873–74
A Copa da Escócia 1873-74 foi a primeira edição do mais famoso torneio eliminatório de futebol da Escócia. a Copa foi vencida pelo Queen's Park,que venceu o Clydesdale na final por 2x0

## Tabela
| Fase             | Data do primeiro jogo                 | Jogos    | Jogos         | Jogos              | Clubes |
| Fase             | Data do primeiro jogo                 | Original | Jogo de volta | Jogos de desemapte | Clubes |
| ---------------- | ------------------------------------- | -------- | ------------- | ------------------ | ------ |
| Primeira fase    | 18 e 25 de outubro de 1873            | 8        | 0             | 0                  | 16 → 8 |
| Quartas de final | 8 de novembro a 6 de dezembro de 1873 | 4        | 0             | 3                  | 8 → 4  |
| Semifinais       | 10 de Março de 1874                   | 2        | 0             | 0                  | 4 → 2  |
| Final            | 17 de Março de 1874                   | 1        | 0             | 0                  | 2 → 1  |

## Primeira fase
| Time da casa               | placar | Time visitante |
| -------------------------- | ------ | -------------- |
| Alexandra Athletic         | 2 – 0  | Callander      |
| Clydesdale                 | 6 – 0  | Granville      |
| Dumbarton                  | W.o    | Vale of Leven  |
| Eastern                    | 4 – 0  | Rovers         |
| Queen's Park               | 7 – 0  | Dumbreck       |
| Renton                     | 2 – 0  | Kilmarnock     |
| Third Lanark Athletic Club | W.o    | Southern       |
| Western                    | 0 – 1  | Blythswood     |

## Quartas de final
| Time da casa       | Placar | Time visitante             |
| ------------------ | ------ | -------------------------- |
| Alexandra Athletic | 0 – 2  | Blythswood                 |
| Clydesdale         | 1 – 1  | Third Lanark Athletic Club |
| Queen's Park       | 1 – 0  | Eastern                    |
| Renton             | 0 – 0  | Dumbarton                  |

### Jogos de desempate
| time da casa               | Placar | time visitante |
| -------------------------- | ------ | -------------- |
| Third Lanark Athletic Club | 0 – 0  | Clydesdale     |
| Renton                     | 1 – 0  | Dumbarton      |

### Jogos de desempate #2
| time da casa | Placar | time visitante             |
| ------------ | ------ | -------------------------- |
| Clydesdale   | 2 – 0  | Third Lanark Athletic Club |

## Semifinais
| 13 de Dezembro de 1873 | Clydesdale | 4 – 0 | Blythswood | Kinning Park, Glasgow |
|                        |            |       |            |                       |

| 20 de dezembro de 1873 | Queen's Park | 2 – 0 | Renton | Hampden Park, Glasgow |
|                        |              |       |        |                       |

## Final
| 21 de março de 1874 | Queen's Park                      | 2 – 0 | Clydesdale | Hampden Park, Glasgow |
|                     | MacKinnon 60' · Robert Leckie 85' |       |            | Público: 2 500        |